# HMS Unison (P43)
«Унісон» (англ. HMS Unison (P43) — британський підводний човен типу «U», третя серія, що перебував у складі Королівського військово-морського флоту Великої Британії, а згодом ВМФ СРСР у роки Другої світової війни.
«Унісон» був закладений 30 грудня 1940 року, як P34, на верфі компанії Vickers-Armstrongs у Барроу-ін-Фернесі. 5 листопада 1941 року він був спущений на воду, а 19 лютого 1942 року увійшов до складу Королівського ВМФ Великої Британії.
Підводний човен брав активну участь у бойових діях на морі в Другій світовій війні; переважно змагався на Середземному морі, супроводжував мальтійські конвої, бився у Північному морі. У червні 1944 року переданий до радянського Північного флоту, де увійшов під назвою В-3, брав участь у супроводі арктичних конвоїв. За проявлену мужність та стійкість у боях удостоєний бойової відзнаки.

## Історія служби

### 1942
29 квітня 1942 року «Унісон» вийшов у супровід конвою PQ 15, що йшов до Росії під командуванням британського адмірала Д.Тові.
У червні 1942 року підводний човен «Унісон» брав участь в операції «Гарпун» — спробі Королівського військово-морського флоту Великої Британії провести конвой на Мальту під час битви на Середземному морі.

### 1944
30 травня 1944 року в Росайті відбулася урочиста церемонія передачі «Унісон», який був переданий в оренду Радянському Союзу, і перейменований на В-3, радянському екіпажу, котрий прибув до Великої Британії з конвоєм RA 59. Після перепідготовки екіпажів, чотири колишні британські підводні човни, що були передані СРСР, В-1, В-2, В-3 та В-4 здійснювали перехід з Данді до Мурманська.
26 липня 1944 року ці човни вийшли з проміжної військово-морської бази Лервіка на Шетландських островах і попрямували до радянської Арктики. 27 липня «дружнім вогнем» британського важкого бомбардувальника B-24 «Ліберейтор» Берегового командування ПС помилково був потоплений В-1. 3 серпня В-3 прибув до Полярного, де увійшов до складу 7-го окремого дивізіону підводних човнів Північного флоту.